# 天王山塚古墳
天王山塚古墳（てんのうやまづかこふん）は、埼玉県久喜市菖蒲町上栢間の栢間古墳群に属する前方後円墳である。埼玉県指定史跡に指定されている。

## 概要
- 墳丘長107メートル
- 前方部幅62メートル・高さ9メートル
- 後円部径55メートル・高さ10メートル

栢間古墳群は「栢間七塚」とも呼ばれ、菖蒲町栢間地区に10基の古墳が点在し、埼玉県選定重要遺跡に選定されている。いずれも6世紀-7世紀にかけて築かれたものと推定されている。
天王山塚古墳は古墳群最大のもので、県下でも6番目の大きさである。全体は広葉樹林に覆われており、かつて墳丘の周囲には周溝が存在したが、現在は北側と東側に幅20メートルほどのものが一部残るのみである。鞍部には薬師堂が建てられている。後円部はやや削平され、墳頂には江戸時代に築かれた塚がある。
埴輪や須恵器が出土したが、本格的な発掘調査はまだ行われていない。

## 風景

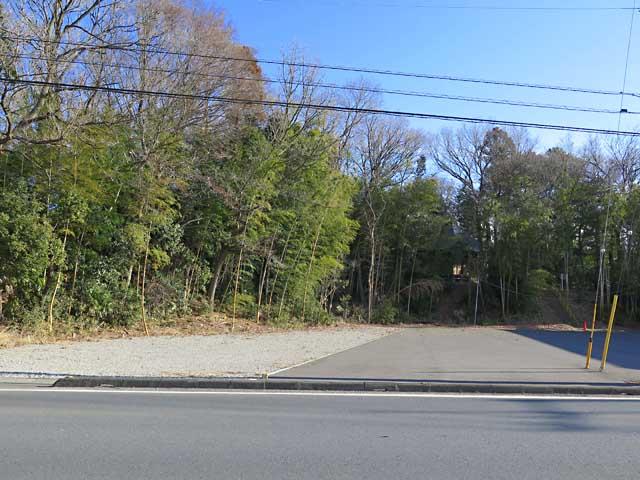
南側より全景を望む。
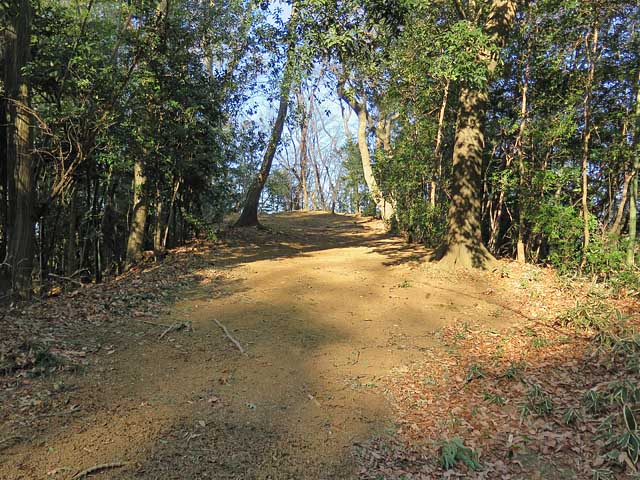
後円部より前方部方向を望む。
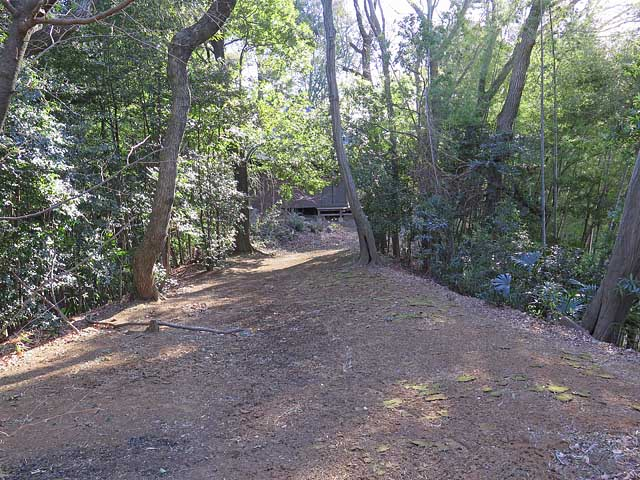
前方部より後円部方向を望む。
案内板